# Hikikomori
 Denne artikel bør gennemlæses af en person med fagkendskab for at sikre den faglige korrekthed.

Hikikomori (ひきこもり eller 引き籠もり Hikikomori, direkte oversat: “selv-indelukning” eller “selv-fængsling”) er et japansk begreb, der refererer til teenagere eller unge voksne, der frivilligt har valgt at isolere sig fra det øvrige samfund. Begrebet dækker både individet selv og det sociale fænomen. Det japanske sundhedsministerium definererer en hikikomori som en person, der nægter at forlade sit værelse i mere end 6 måneder. Der er eksempler på hikikomorier, der først er kommet ud af deres værelser efter 15 år.
Når en ung vælger at begå hikikomori, skyldes det enten, at vedkommende er blevet mobbet ud af skolen, eller at den unge ikke magter at følge med i det hårde eksamens- og karakterræs, som den moderne japanske skole domineres af. Hvis begge forældre arbejder – i Japan er det ikke ualmindeligt, at man arbejder 12 timer om dagen – eller hvis moderen er hjemmegående, men kun interesserer sig for den unges skolegang – er det en yderligere årsag.
Ifølge ministeriet er der ca. 50.000 hikikomorier i Japan, mens psykologen Dr. Tamaki Saito, der har defineret og beskrevet fænomenet, anslår, at der er 1 million hikikomorier. Tallet er svært at sætte, da hikikomori betragtes som en skam af både samfundet og familien.